# 有馬口駅
有馬口駅（ありまぐちえき）は、兵庫県神戸市北区有野町唐櫃字フチネ垣にある、神戸電鉄の駅。駅番号はKB15。標高293 m。
当駅より三田線が分岐し、列車運用上の重要な駅でもある。

## 利用可能な鉄道路線
- 神戸電鉄
  - 有馬線
  - 三田線

当駅は三田線の起点となっているが、運転系統上では有馬線新開地方面からの列車の大半が三田線に入るようになっており、有馬線有馬温泉方面の方が実質的に支線扱いとなっている。

## 歴史
- 1928年（昭和3年）11月28日：神戸有馬電気鉄道として湊川 – 電鉄有馬（現在の有馬温泉）間が開通した際に、唐櫃駅（からとえき）として開業[3]。
- 1947年（昭和22年）1月9日：三木電気鉄道との合併により、神有三木電気鉄道（現在の神戸電鉄）の駅となる。
- 1951年（昭和26年）3月20日：有馬温泉口駅（ありまおんせんぐちえき）に改称[3]。
- 1954年（昭和29年）9月1日：有馬口駅に改称[3]。
- 2006年（平成18年）
  - 1月22日：構内で脱線事故発生。2月3日にも同様の事故が生じた[3]。
  - 11月25日：1番線使用再開。それに伴い三田線は事故前のダイヤに戻る[4]。
- 2013年（平成25年）
  - 5月28日：構内で脱線事故発生[5]。
  - 6月1日：運行再開。それに伴い新開地 – 有馬温泉間の直通は休止[6]。
- 2014年（平成26年）
  - 6月28日：配線の変更工事完了に伴い、ダイヤ改正を実施。新開地 – 有馬温泉間の直通運転を再開[7]。

## 駅構造

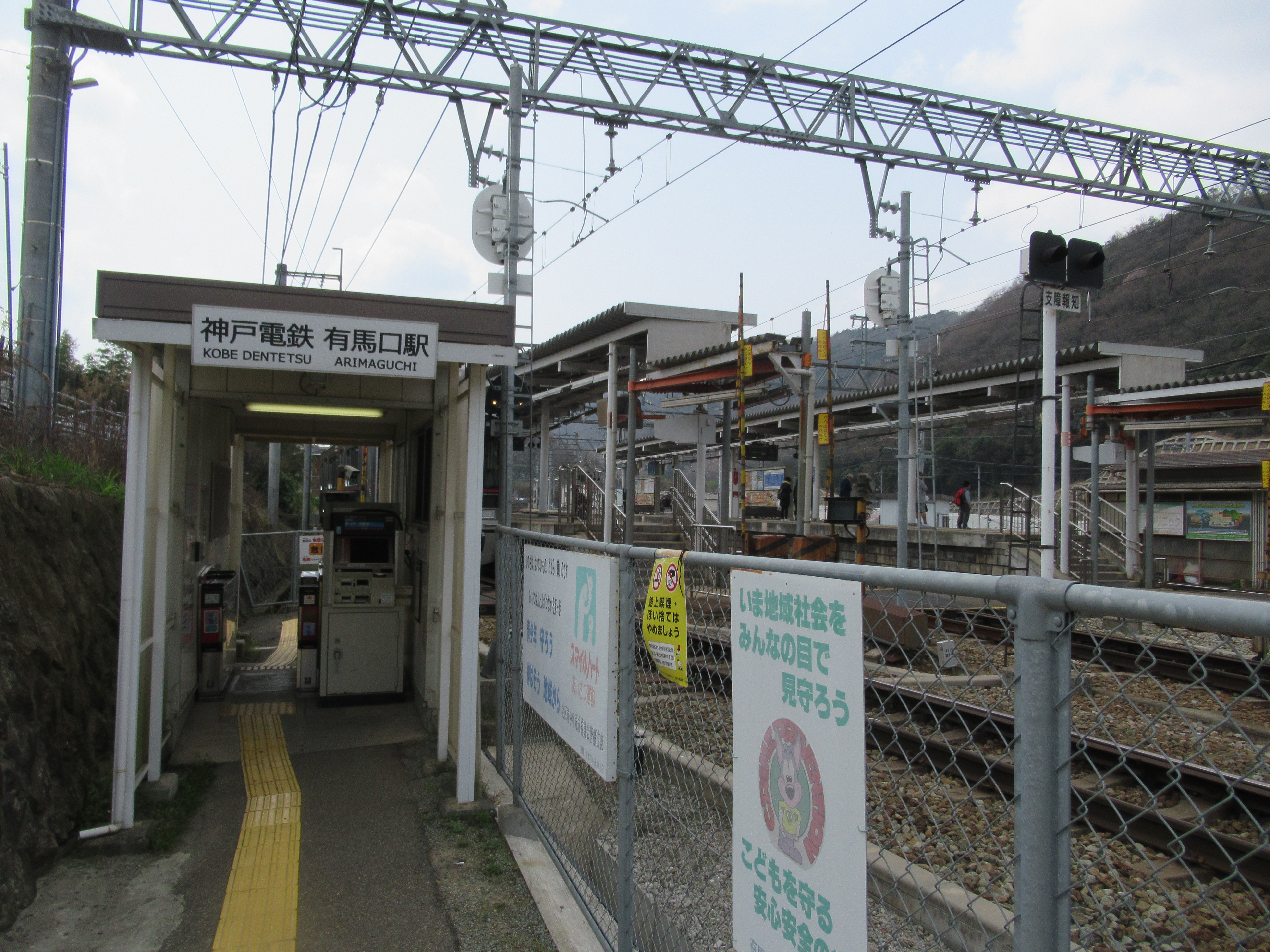
無人改札口

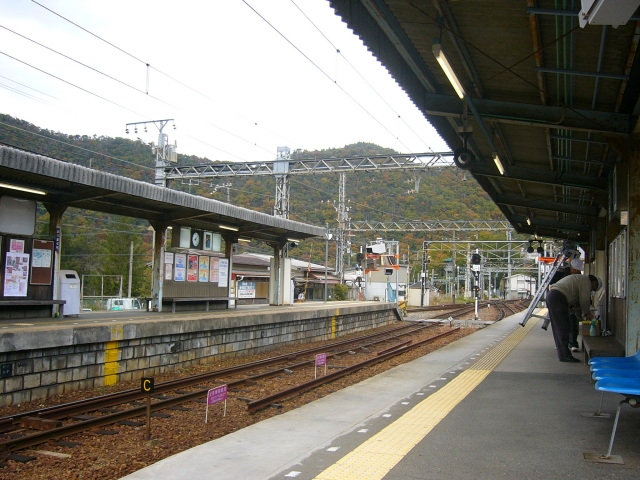
プラットホーム

島式2面4線ホームを持つ地平駅。ホーム有効長は4両。駅舎は下り線側三田寄りにあるほか、上り線側三田寄りにも無人改札口がある。これらの改札と各ホームの間は構内踏切で渡る必要がある。
無人改札口には券売機がないため、入場時には発行機で「発駅証明証」を取って入場し、構内踏切経由で本駅舎に回って乗車券を購入する。また、構内通行証で駅構内の通り抜けができるようになっている。
以前は有馬温泉方面と三田方面の重要な乗換駅にもかかわらず発車案内標がなく、自動放送が固定音声のもののみだったが、2008年までに神戸電鉄初のフルカラーLED発車標がホームに設置され、同時に自動放送も詳細化された。また、外国からの有馬温泉への観光客への配慮からか、英語による自動放送も行われている。これは神戸電鉄では初である。

### のりば
| 番線 | 路線   | 方向 | 行先         | 備考                 |
| ---- | ------ | ---- | ------------ | -------------------- |
| 1    | 三田線 | 下り | 三田方面     |                      |
| 2    | 有馬線 | 下り | 有馬温泉方面 | 新開地方面からの列車 |
| 3    | 有馬線 | 上り | 新開地方面   | 三田方面からの列車   |
| 4    | 有馬線 | 下り | 有馬温泉方面 | 当駅折り返し列車     |
| 4    | 有馬線 | 上り | 新開地方面   | 有馬温泉からの列車   |

付記事項
- 配線上、2番線と4番線は三田方面につながっていない。新開地方からは1・2番線に、有馬温泉方からは2・4番線に、三田方からは1・3番線に入線可能。出発については、有馬温泉方へは2・4番線から、三田方へは1・3番線から、新開地方へは3・4番線から発車可能。
- 2013年6月1日の暫定的な配線変更に伴い、1 - 3番線と有馬温泉方を結ぶ分岐器が切り離され、有馬温泉方は発着ともに4番線のみ可能となっており、2番線は休止状態であった[9]が、2014年4月17日に配線変更の工事に着手し、2014年6月28日のダイヤ改正より2番線の使用が再開された[10][7]。
- 配線変更前は1番線・2番線共に有馬温泉方面・三田方面の両方向へ発車可能だった。

## 利用状況
近年の1日平均乗車人員は下表のとおりである。
| 年度               | 1日平均 乗車人員 |
| ------------------ | ---------------- |
| 2007年（平成19年） | 522              |
| 2008年（平成20年） | 523              |
| 2009年（平成21年） | 501              |
| 2010年（平成22年） | 496              |
| 2011年（平成23年） | 533              |
| 2012年（平成24年） | 553              |
| 2013年（平成25年） | 542              |
| 2014年（平成26年） | 523              |
| 2015年（平成27年） | 484              |
| 2016年（平成28年） | 482              |
| 2017年（平成29年） | 493              |
| 2018年（平成30年） | 460              |
| 2019年（令和元年） | 456              |
| 2020年（令和02年） | 348              |
| 2021年（令和03年） | 364              |
| 2022年（令和04年） | 395              |

## 駅周辺
- 有馬街道
- 水難碑 - 昭和13年（1938年）7月5日の大水害の慰霊と復興を紀念して建碑された。

## 当駅構内における脱線事故

### 2006年の事故
2006年1月22日に、当駅構内において上り回送列車が脱線した。原因不明のまま神戸電鉄は現場保全命令がとかれた直後に運転再開、入線の際に速度を時速15 kmにまで減速する措置を取っていたにもかかわらず、2月3日に再び同駅にて下り普通列車が脱線した。2回の事故共に死傷者は無かったが、事態を重く見た国土交通省近畿運輸局は保安監査を行い、それに基づき神戸電鉄に対し具体的な改善計画の提出を含む改善勧告を発した。
当初原因として当駅構内のレール1箇所における極度の摩耗、1回目の事故車両の車輪転削の不全などが指摘されたが、2007年9月28日の国土交通省航空・鉄道事故調査委員会の報告書では、神戸電鉄のレールを50 kgに交換する際に、工事費がかさむなどとして構内に設置されたままとなっていた「大正14年型」と呼ばれる旧式の37 kg分岐器が、他のレールより7 mm盛り上がっており、その上脱線した車両が車輪転削を終えたばかりで、車輪の摩擦力が増大したことが事故の原因であるとされた。
勧告直後から神戸電鉄は、当面の処置として当駅構内の37 kg分岐器の使用の停止、車輪転削の改善、運転指令者・乗務員に対する指導の徹底を実施。またこれによって三田線は特快速の運転休止などを中心とした暫定ダイヤとなる。さらに改善計画の提出期限日であった2006年3月23日には神戸電鉄線内に残る37 kg分岐器の交換・撤去、有馬口駅構内におけるホーム拡幅・曲線緩和のほか、安全投資を年10億円増額するなどの長期的改善策を表明。11月には分岐器の交換が完了し、11月25日始発より事故前のダイヤに戻っている。

### 2013年の事故
2013年5月28日午後8時頃、当駅構内において新開地発道場南口行き普通電車の2両目が脱線した。事故の影響で発生日から同年5月31日まで谷上 – 岡場間と有馬口 – 有馬温泉間が運休した。脱線箇所の分岐器を撤去し同年6月1日初発より運転を再開したが、新開地方面から有馬温泉への配線が一時的になくなった為、暫定的に運行形態を変更した。

## 隣の駅
神戸電鉄
■有馬線
■特快速
通過
■準急・■普通
唐櫃台駅 (KB14) - 有馬口駅 (KB15) - 有馬温泉駅 (KB16)
2013年2月までは当駅 - 有馬温泉駅間に新有馬駅があった。
■三田線
■急行・■準急・■普通
唐櫃台駅 (KB14)（有馬線） - 有馬口駅 (KB15) - 五社駅 (KB21)